# El-Arís
El-Arís (arabul: العريش ) város Északkelet-Egyiptomban, a Földközi-tenger partján. Az Észak-Sínai kormányzóság központja. Innen 50–60 km-re található a rafahi határátkelő a Gázai övezetbe.
Tengerparti üdülőhely, fehér homokos parttal és pálmaligetekkel.
Az elmúlt években a szervkereskedelem egyik közel-keleti központjaként került a hírekbe.
A város nemzetközi forgalmú repülőtérrel rendelkezik.

## Fordítás
- Ez a szócikk részben vagy egészben  az   Al-Arisch című német Wikipédia-szócikk fordításán alapul.  Az eredeti cikk szerkesztőit annak laptörténete sorolja fel. Ez a jelzés csupán a megfogalmazás eredetét és a szerzői jogokat jelzi, nem szolgál a cikkben szereplő információk forrásmegjelöléseként.